# Иван Странджев
Иван Странджев е български поет и драматург.

## Биография
Иван Странджев е роден на 12 май 1953 г. в гр. Пловдив. Учи в СУ „Климент Охридски“ до трети курс българска филология, а след това записва и завършва театрална драматургия във ВИТИЗ „К.Сарафов“. След завършване на висшето си образование се завръща в Пловдив.
През годините е работил като организатор в Окръжния съвет за култура, Фонд „13 века България“; Народна библиотека „Иван Вазов“, склад за строителни материали, бил е журналист, издател, ПР, директор „Реклама“ в Международен панаир Пловдив, директор „Реклама и концесии“ в Община Пловдив, управител „Реклама и връзки с обществеността“ в Медицински университет – Пловдив и безработен.
Заедно с работата си пише поезия и пиеси. Член е на Съюза на българските писатели от 1988 г.
Негови стихове са превеждани на английски, руски, словенски, чешки, немски, унгарски, бурятски.
Носител е на национални награди за поезия и драматургия и Почетен знак „Златен век“ – печат на Цар Симеон Велики - златен и Грамота за принос в развитието и утвърждаването на българската култура и национална идентичност.

## Произведения

### Поезия
- „Думи за спасяване“ /стихове/ изд. Народна младеж 1981 г., София
- „Докосване на светлината“ /стихове/ изд. „Христо Г. Данов“ 1984 г., Пловдив
- „Врата в небето“ /стихове/ изд. „Христо Г. Данов“ 1990 г., Пловдив
- „Чудо“ /стихове/ изд. Народна младеж 1990 г., София
- „Сънища“ /стихове/ изд. „Христо Ботев“ 1993 г., София
- „Три пиеси“ /пиеси/ изд. ЕТ „Зомбори“ 2005 г., Пловдив – награда на СБП за драматургия
- „Всичко това“ /стихове/ изд. ИК „Жанет 45“ 2008 г., Пловдив
- „Есенен часовник“ /стихове/ изд. ИК Летера, 2012 г., Пловдив
- „Когато…“/избрани стихотворения/ изд. ИК Летера, 2013 г. Пловдив
- „Лист“ /стихове/ изд. „Хермес“, 2013 г. Пловдив.
- „Загледан в близките неща“ /стихове/ изд. ИК „Жанет 45“, 2016 г., Пловдив
- „Улици на тъгата“ /стихове/ изд. „Захари Стоянов“, 2021 г.
- "Граматика на тайната" /стихове/ изд. "Български писател", 2022 г.
- Участие в антологията „Литературен Пловдив“, издадена на немски език в Магдебург, Германия 2014 г.

### Пиеси
- 1984 – 1986 г. „Навярно нежност“ Драматичен театър Пловдив – трета награда на анонимен конкурс за съвременна българска драматургия Варна – 1983 г.[4]
- 1987 г. – „Навярно нежност“ Младежка сцена към Драматичен театър Кюстендил
- 1988 г. – „Луната всяка сутрин“ Драматичен театър Разград
- 1986 – 1987 г. – „Любов до поискване“ – Драматичен театър Габрово
- 2005 – 2006 г. –„Годеж“ – Драматичен театър Пловдив, номинирана за наградата на Националния конкурс за съвременна българска драматургия „Иван Радоев“ – 2004 г.
- 2010 г. – „Любов или нещо подобно“
- 2013 г. – „Много секси“ – номинирана за наградата на Националния конкурс за съвременна българска драматургия „Иван Радоев“ – 2013 г.
- 2011 г. – „Мили мои“ – номинирана на 23-то издание на Международния фестивал „Друмеви театрални празници нова българска драма – Шумен 2014“